# 疱疹性食管炎
疱疹性食管炎是由单纯疱疹病毒引起的食道疾病。通常免疫能力低下者容易感染疱疹性食管炎，例如通過化疗以及器官移植后的患者以及艾滋病患者。不過即使免疫力正常的個體也有可能罹患疱疹性食管炎。 